# Хлебный пудинг
Хлебный пудинг (англ. bread pudding) — популярная в кухнях многих стран выпечка на основе хлеба. Пудинг готовят из чёрствого хлеба и молока или сливок; обычно также содержит яйца, растительное или сливочное масло и, в зависимости от того, сладкий или пикантный пудинг, множество других ингредиентов. В сладких хлебных пудингах можно использовать сахар, сироп, мёд, сухофрукты, орехи, а также такие специи, как корица, мускатный орех, мускат или ваниль. Хлеб пропитывают жидкостью, смешивают с другими ингредиентами и выпекают в форме. После приготовления хлебный пудинг выбивается из формы, разрезается на порции и часто подается тёплым, с соусом или, при желании, с печёными фруктами.
Несладкие, острые или пикантные пудинги можно подавать в качестве основных блюд, а сладкие пудинги обычно едят в качестве десерта.

## История
Историки предполагают, что столетия назад было принято не выбрасывать старый подсохший хлеб, а замачивать его в молоке, а затем перерабатывать в подобие пудинга или готовить как сладкие гренки. В прежние времена хлеб пекли гораздо реже, чем сегодня, и тогда он редко был мягким по консистенции. Чтобы его съесть, чёрствую лепешку нужно было нарезать и обмакнуть в молоко или суп. Хлебный пудинг был одним из классических способов использования остатков пищи.
В английской кулинарной книге XVIII века «Совершенная домохозяйка» (The Compleat Housewife) есть два рецепта запечённого хлебного пудинга. Первый назван «Пудинг из хлеба с маслом для постных дней». Для приготовления пудинга форму для запекания выстилают слоёным тестом, кладут чередующимися слоями ломтики батона с маслом, изюмом и смородиной, кусочками масла. Заливают загустевшими, пряными сливками и апельсиновой водой, и запекают в духовке. Есть и другой вариант блюда, более простой, без специй и сухофруктов.

## Региональные различия

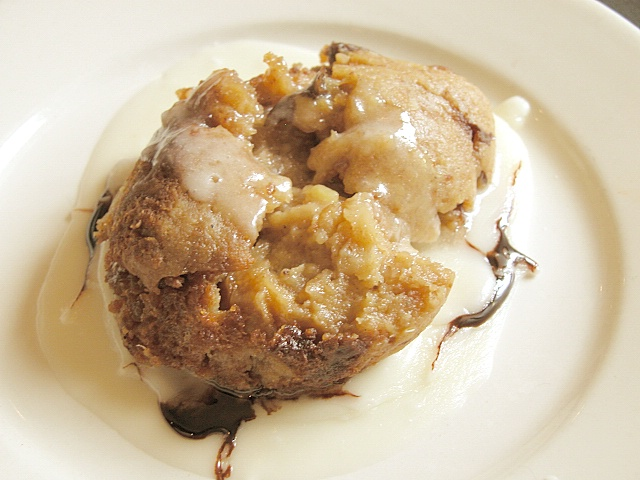
Креольский хлебный пудинг с соусом из ванильного виски из ресторана Pampy’s в Новом Орлеане, штат Луизиана

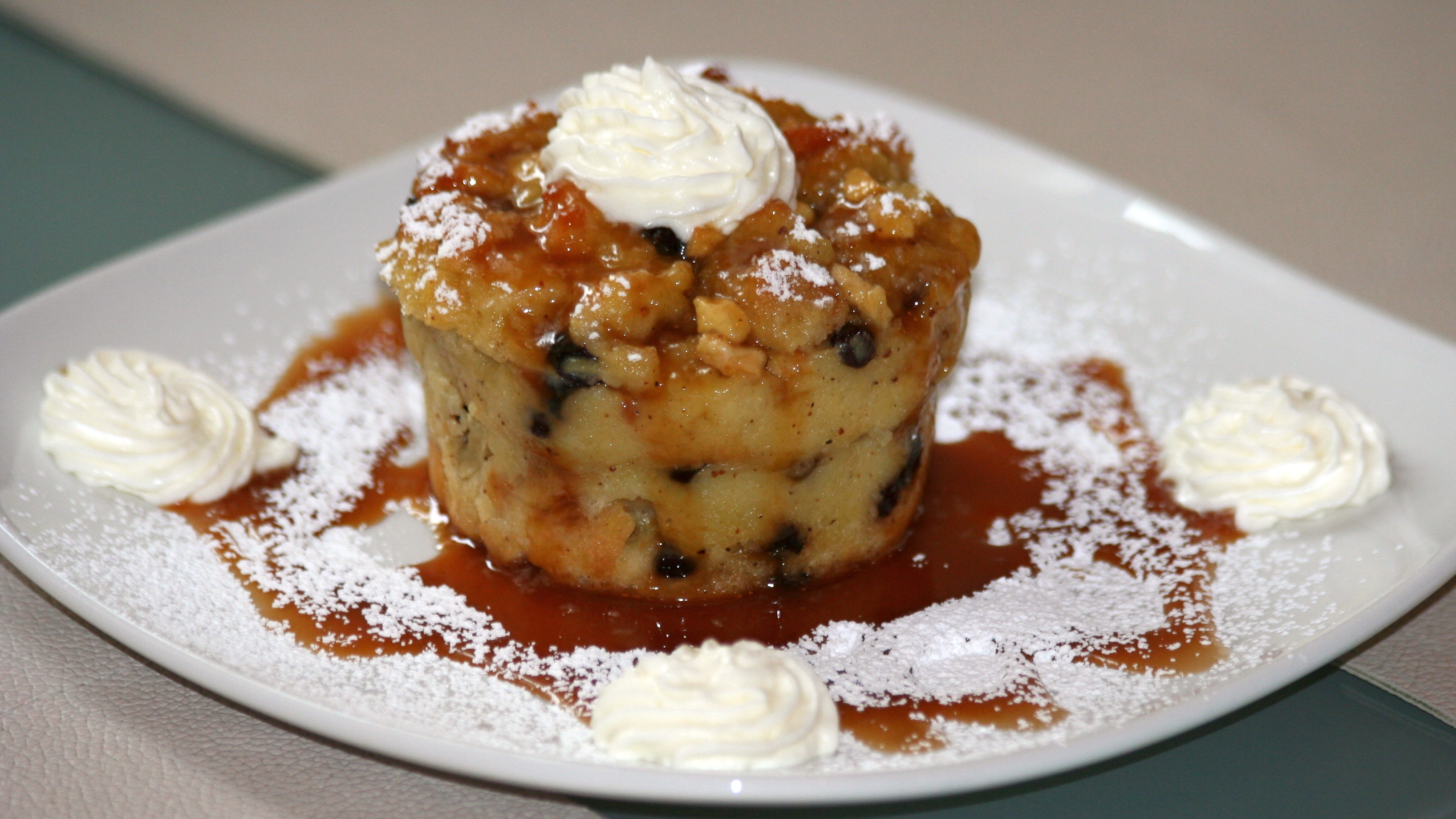
Хлебный пудинг в ресторане Quarter в Хармони, Миннесота

В Бельгии, особенно в Брюсселе, хлебный пудинг пекут с коричневым сахаром, корицей, чёрствым хлебом и изюмом или яблоком.
В Канаде хлебный пудинг иногда готовят с кленовым сиропом.
В Гонконге хлебный пудинг обычно подают с заправкой из ванильного крема.
В Венгрии его называют «Máglyarakás» (буквально «костёр»), который запекают со взбитыми яичными белками сверху.
В Малайзии хлебный пудинг едят с заварным кремом.
Brotpudding, Semmelauflauf Semmelschmarren или Serviettenkloß, был давно известен и широко распространен в нескольких регионах Германии. В Мекленбурге-Передней Померании чёрный хлеб используется для приготовления «пудинга из чёрного хлеба» (Schwarzbrotpudding).
В Пуэрто-Рико есть много вариантов хлебного пудинга. С плавленым сыром, с цедрой лайма и гуавой или со сладким кокосом и бананом, с ромовым изюмом, пожалуй, самый популярный. Хлебный пудинг всегда готовят с различными специями. Пудинг из пуэрто-риканского хлеба готовится так же, как и крем-карамель: карамель выливается в форму для выпечки, а затем сверху выливается смесь для пудинга. Форму для запекания помещают на водяную баню, а затем в духовку.
В Соединенных Штатах Америки, особенно в Луизиане, хлебные пудинги обычно сладкие и подаются в качестве десерта с каким-либо сладким соусом, таким как соус из виски, ромовый соус или карамельный соус, но обычно посыпают сахаром и едят тёплыми, нарезанные квадратами или ломтиками. Иногда хлебный пудинг подают тёплым со взбитыми сливками или шариком ванильного мороженого.
В Аргентине, Парагвае и Уругвае хлебный пудинг известен как «budín de pan».
В Бразилии хлебный пудинг известен как «pudim de pão».
В Панаме хлебный пудинг известен как «mamallena».
На Арубе хлебный пудинг известен как «pan bolo».
На Кубе хлебный пудинг известен как «pudín de pan», и многие подают его с мармеладом из гуавы.
В Чили хлебный пудинг известен как «colegial» или «budín de pan».
На Филиппинах популярен пудинг из бананового хлеба.
В Мексике есть похожее блюдо, которое едят во время Великого поста, называемое капиротада (capirotada) из хлеба, изюма, орехов и различных специй, этот пудинг подают под слоем плавленого сыра.
В Великобритании пудинг из хлеба с маслом (англ. Bread and butter pudding) является традиционным хлебным пудингом. Ещё одна разновидность блюда, влажная версия торта Нельсон, сама по себе представляющая собой хлебный пудинг, получила прозвище «Мокрая Нелли» (Wet Nelly). Из белого хлеба и фруктов готовят так называемый Летний пудинг.
В Египте национальным десертом является десерт из хлеба, молока и орехов Ом Али.